# Придорожнє (Кальміуський район)
Придоро́жнє (в минулому — Редькіне, до 1960 — Григор'ївка або Григор'ївка 2) — село Старобешівської селищної громади Кальміуського району Донецької області, Україна. Населення становить 597 осіб. Розташоване на правому березі річки Кальміус, за 14,2 км на північний захід від районного центру, за 29 км на південь від обласного центру та за 1 км від залізничної станції Менчугове.

## Загальні відомості
Відстань до райцентру становить близько 14 км і проходить переважно автошляхом Т 0508.
Територія села межує із землями с. Павлоградське Донецька Донецької області.
Із 2014 р. внесено до переліку населених пунктів на Сході України, на яких тимчасово не діє українська влада.

## Історія
У 40-х роках XIX століття небагатий дворянин Редькін, купивши у якогось генерала ділянку землі (500 десятин) (за іншими даними — отримавши її за службу) привіз з собою 7 родин селян, пізніше ще придбав у Полтавській губернії 5 селянських родин кріпаків, у кожній з яких було не менше 3 душ чоловічої статі і «посадив» їх на нові родючі землі для хліборобства. Село за іменем поміщика носило назву Редькине. Пан Редькін мав млин на річці Кальміусі та караван (виноробний завод). Пізніше село отримало назву Григор'ївка.
У 1859 році власницьке село Григор'ївка входило до 2 стану Бахмутського повіту Катеринославської губернії, у ній було 12 дворів, населення її складало 89 осіб.
Після пана господарство вела невістка Надія. Господарство занепало і спадкоємиця разом з коханцем Цвєтковим продала землі Юзівській конторі й виїхала звідси.
Перший колгосп утворено у 1930 році, він був названий «Червоний Кальміус», пізніше перейменований на «ХХ лет Октября» («ХХ років Жовтня»), пізніше — ім. Котовського.
Під час Другої світової війни з наближенням фронту у другій половині жовтня 1941 року почалася евакуація. 19 жовтня 1941 року загони Червоної армії відступаючи покинули село. В період німецької окупації в селі діяла підпільна партійно-комсомольська група, організована підпільним райкомом більшовицької партії. Основною діяльністю групи було підпільне розповсюдження агітаційних метеликів, крадіжка зброї й боєприпасів та здійснення кількох вилазок з метою пошкодження німецької техніки, кинутої у засніженому степу на дорозі Донецьк — Таганрог. Понад сто придорожненців брало участь у боях на фронтах війни. Село повернуто під дію радянської влади у вересні 1943 року.
У 1953 році офіційний прибуток місцевого колгоспу ім. Котовського становив 1 млн 182 тис. 93 карбованці (грошима зразка 1947 року), у 1962 році він досяг 333 тис. карбованців у обчисленні новими грошима.
Наприкінці липня 2014 року в ході боїв сил АТО з російськими військами й їхніми найманцями біля села проходили бойові дії, село зазнало мінометних обстрілів з боку російсько-терористичних угрупувань.

## Населення
За даними перепису 2001 року населення села становило 597 осіб, із них 37,86 % зазначили рідною мову українську, 61,64 % — російську та 0,5 % — грецьку мову.
| Рік             | 1859 | 1908 | 2001 |
| Кількість, осіб | 89   | 324  | 597  |

## Пам'ятки

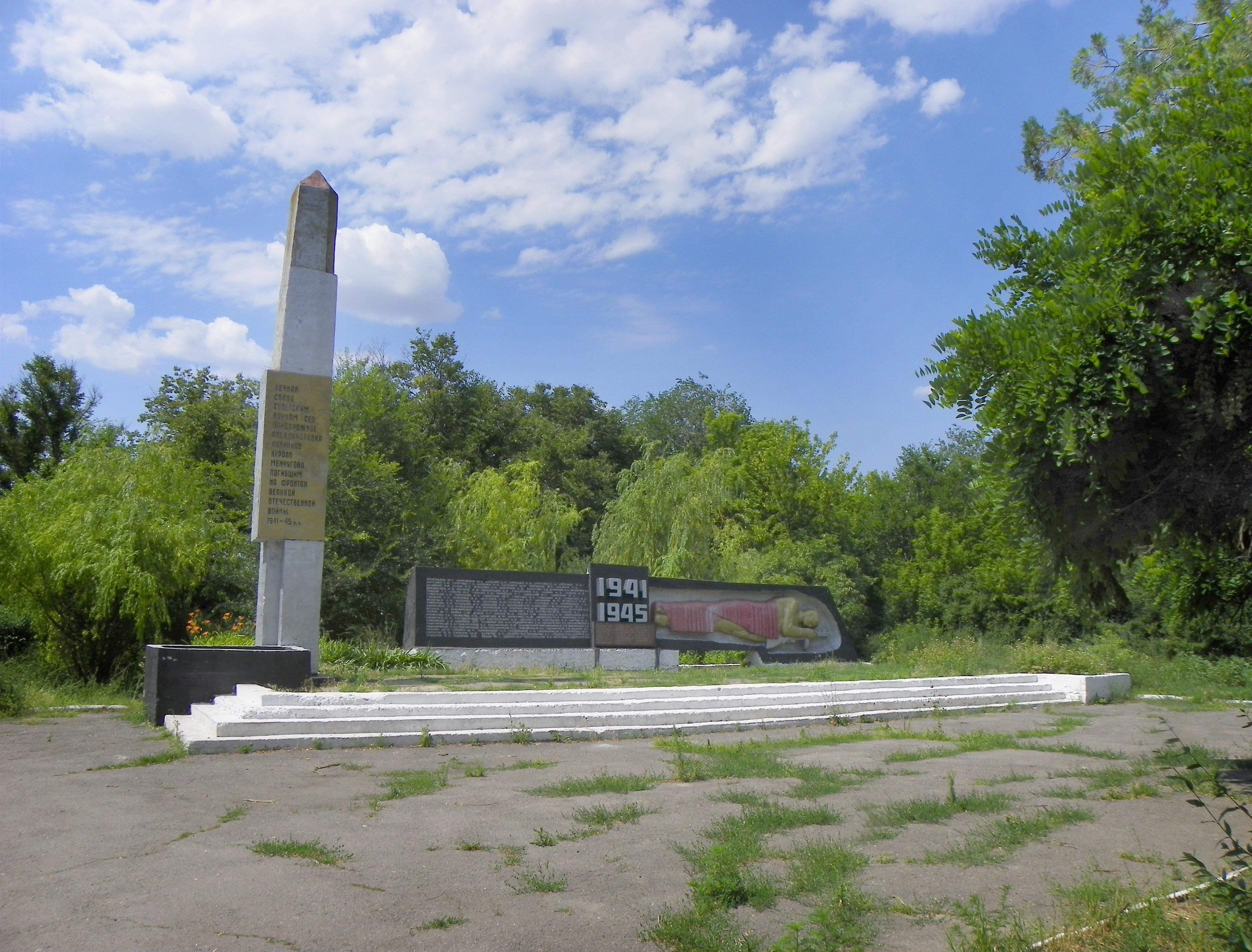
Меморіал в селі Придорожньому.

В центрі села у парку встановлений воєнний меморіал. Його встановлено на місці поховання рядового Стогова В. С., що загинув під час боїв за село у вересні 1943 року. Меморіал встановлено на честь Стогова В. С. та мешканців сіл Придорожнє, Менчугове, Калініне (тепер Манжиків Кут), Кірове (тепер Верезамське) й Олександрівка, що загинули на фронтах Німецько-радянської війни. Встановлений 1977 року.
Солдатський обеліск з'явився у Придорожньому 8 вересня 1943 року. Його поставили радянському бійцеві, який загинув при визволенні села від німецько-фашистських загарбників. Після війни у Придорожньому спорудили в сільському парку пам'ятник невідомому солдатові. Тривалий час придорожненці не знали імені цього солдата. На початку 1970-х років через Старобешівський військовий комісаріат вони встановили, що у боях за Придорожнє загинув рядовий Червоної армії Стогов В. С. Розшукали, де проживає його мати, — місто Солнечногорськ Московської області. Написали листа. Незабаром надійшла відповідь. В своєму листі мати рядового розповіла про свого сина. Пізніше вона приїздила в село. :542

## Заклади

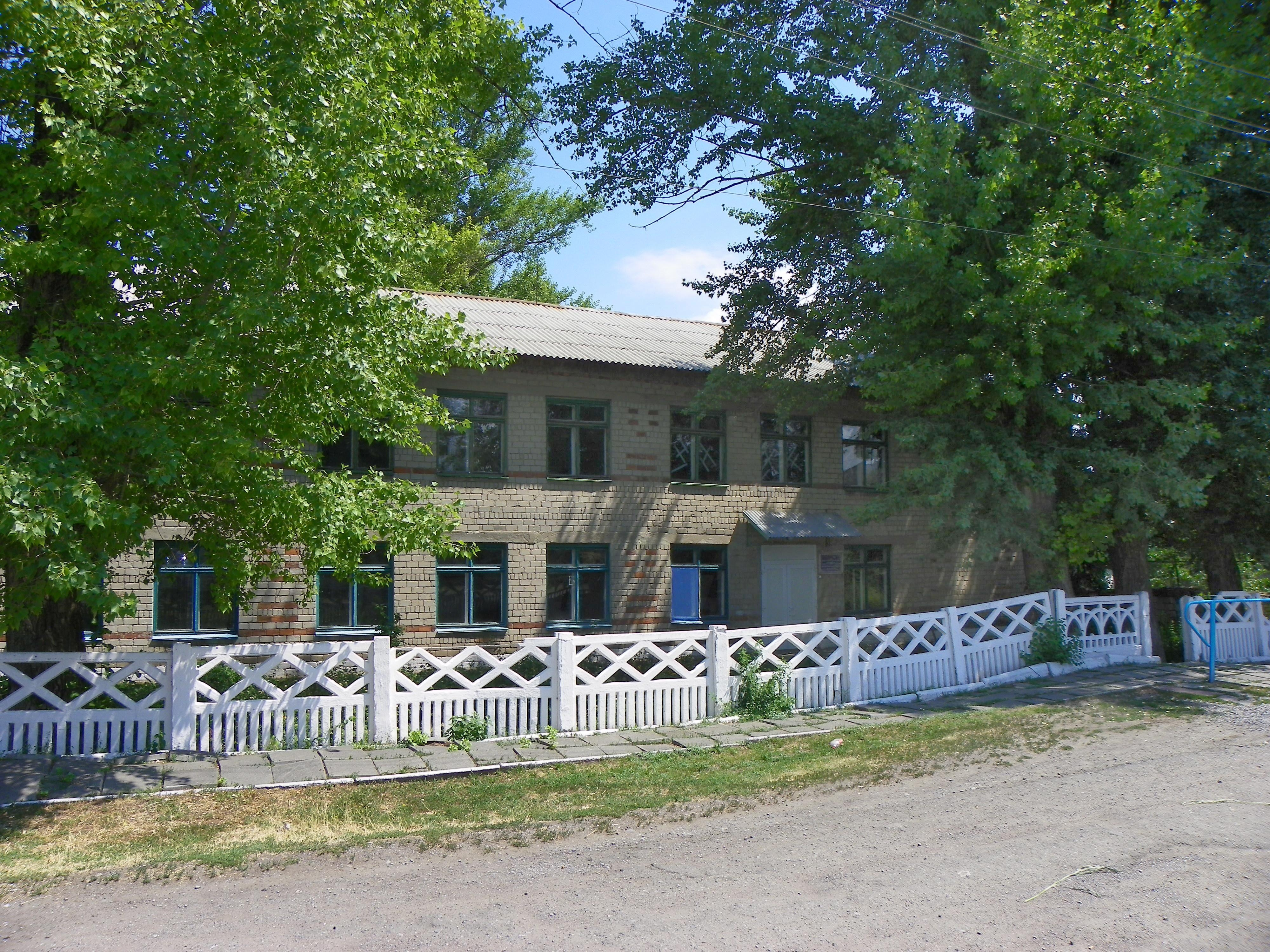
Середня школа.

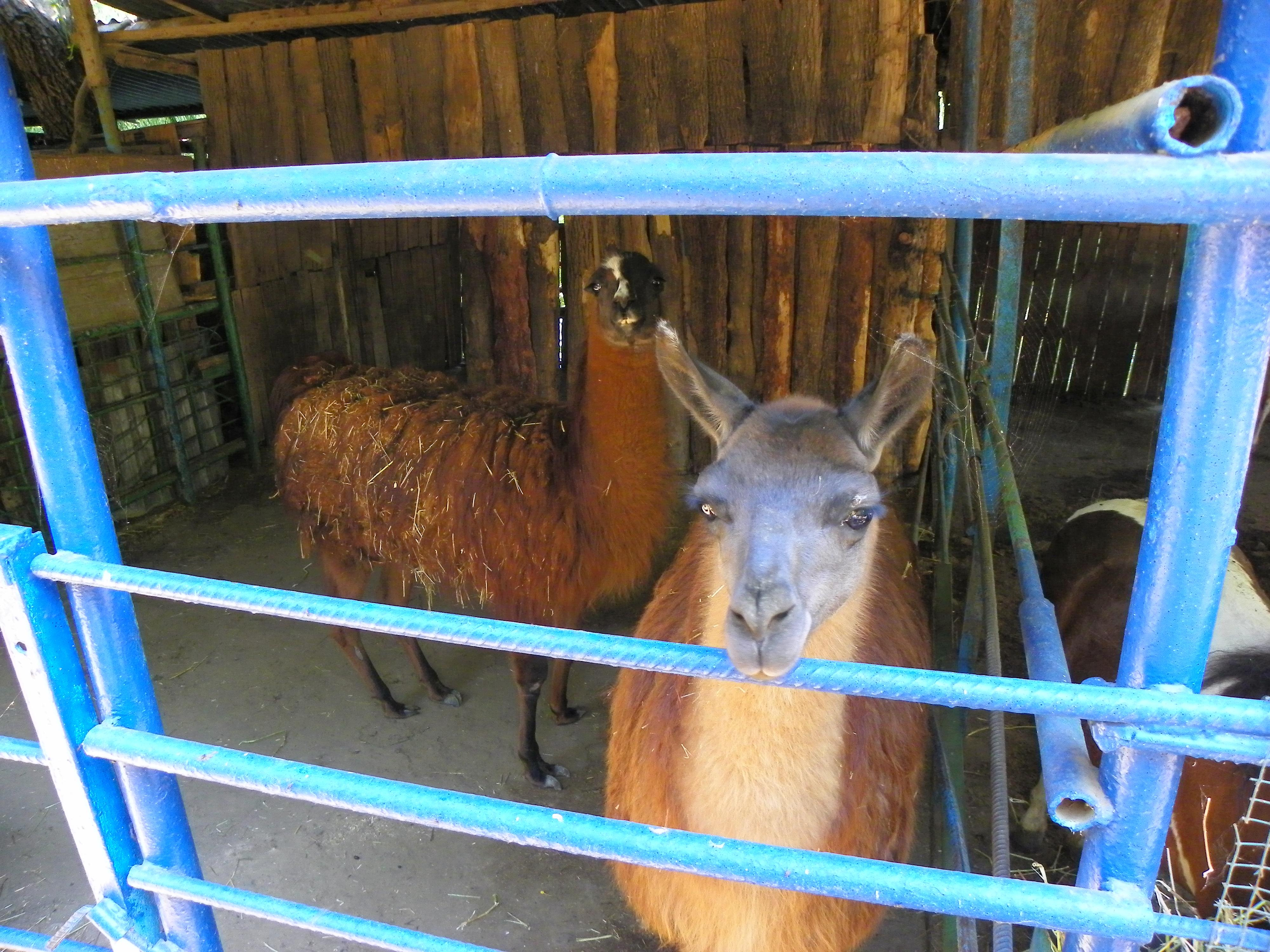
В зоопарку села Придорожнього.

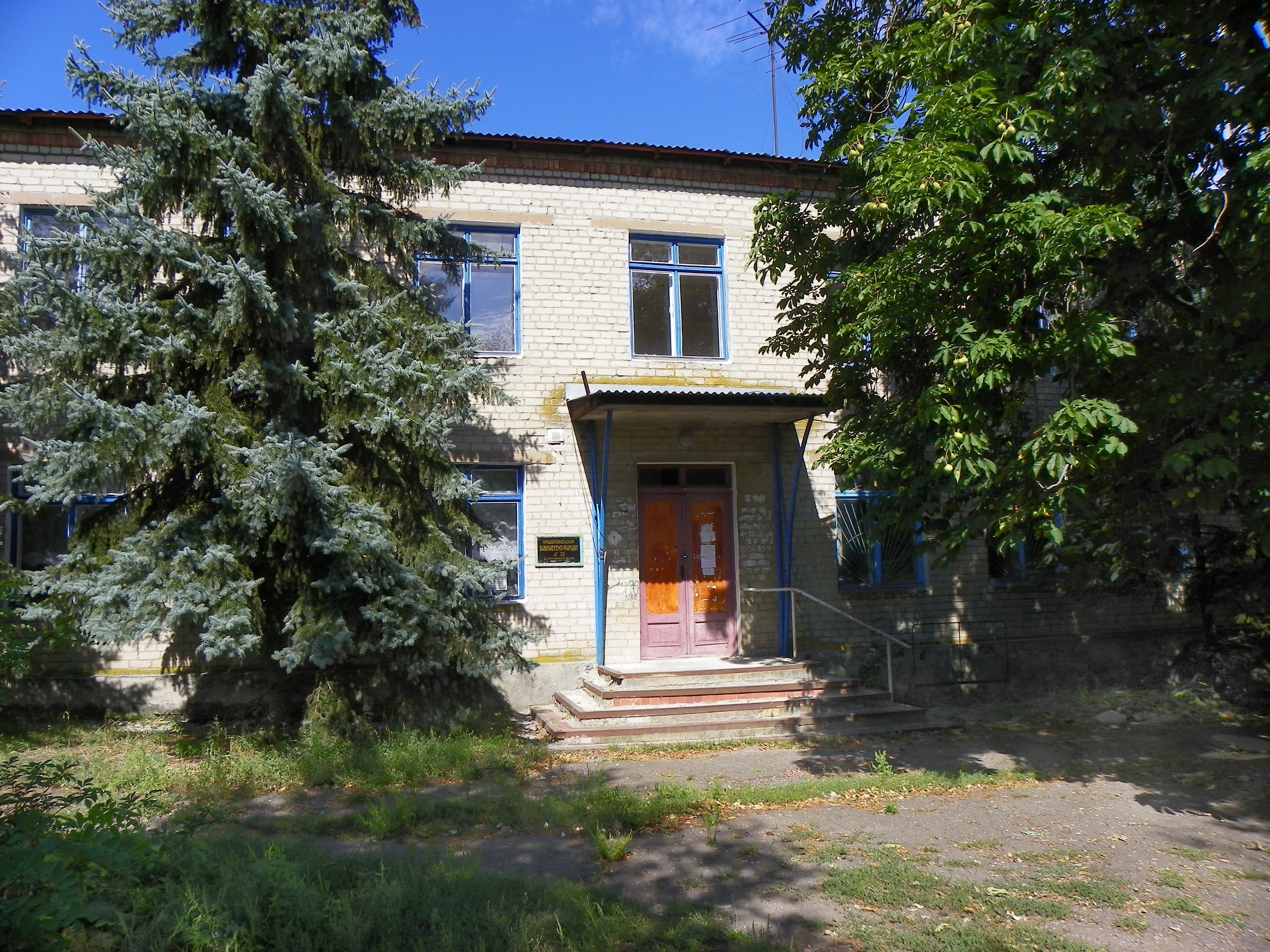
Бібліотека.

В селі є середня школа, бібліотека, магазини, сільський зоопарк. В школі є народний музей історії села, заснований 1968 року. Засновником музею був уродженець села, колишній директор школи В. Ф. Моженко. Музей занесено до переліку музеїв, що перебувають у віданні підприємств, установ та організацій, де зберігаються музейні колекції та музейні предмети, що є державною власністю і належать до державної частини Музейного фонду України.
В селі є приватний зоопарк, у якому утримуються багато видів тварин — птахи, віслюки, поні, коні, олені, вовки, єноти, леви, ведмеді, крокодил тощо. Зоопарк розташований у північно-східній частині села на обох берегах річки Кальміус й займає площу близько 4 га. Засновником зоопарку є Г. Кряжев, уродженець Єнакієвого, що приїхав у село за розподілом на початку 1980-х років на посаду агронома у колгосп. Навесні 2008 року в зоопарку стався нещасний випадок після того, як відвідувачка непомітно пробралася до вольєру з ведмедями.

## Уродженці
- Моженко Пилип Устинович — військовий, учасник Другої Світової війни, герой Радянського Союзу.
- Моженко Володимир Федотович (1925—2016) — письменник, краєзнавець.[11] Працював учителем української мови й літератури у придорожненській восьмирічній школі,[7] :596 потім директором цієї школи, був одним з засновників і директором Народного музею історії села. З 1948 року друкував невеличкі оповідання у журналах «Барвінок» та «Радянська жінка». Друкувався у виданнях «Ветеран Украины» (1994 рік), «Советский воин» (1948 рік), районній газеті «Новая жизнь». Автор збірок оповідань для дітей шкільного віку «Шкільний пасічник» (1959), «Щирий струмочок» (1961) та книжок російською «Бои на рубеже Кальмиуса» (2000), «Прикоснись к подвигу» (2004), «Последний залп Великой Победы» (2006), «Я поведу тебя в музей» (2008).

## Галерея

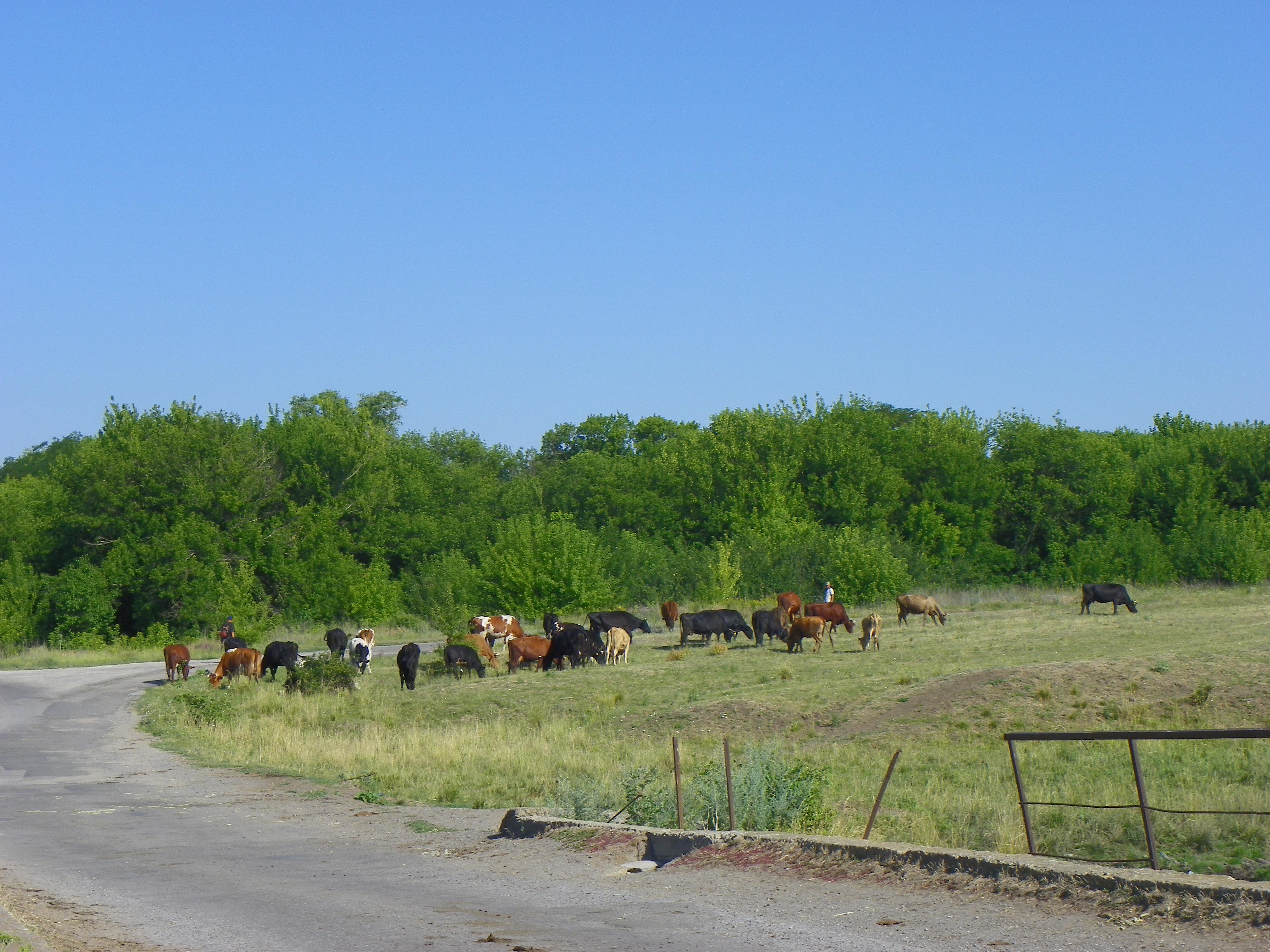
Череда.
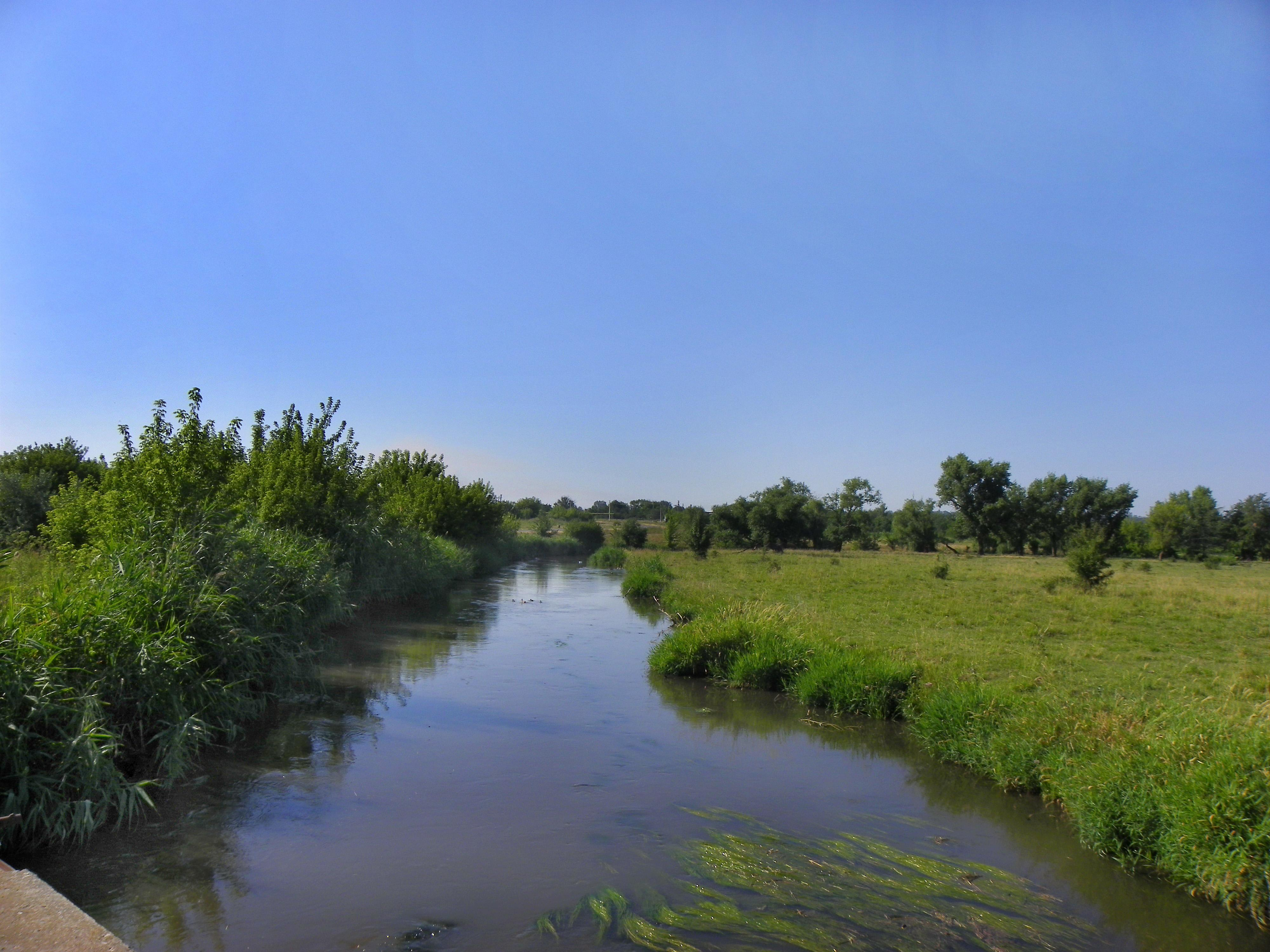
Річка Кальміус біля села Придорожнього.
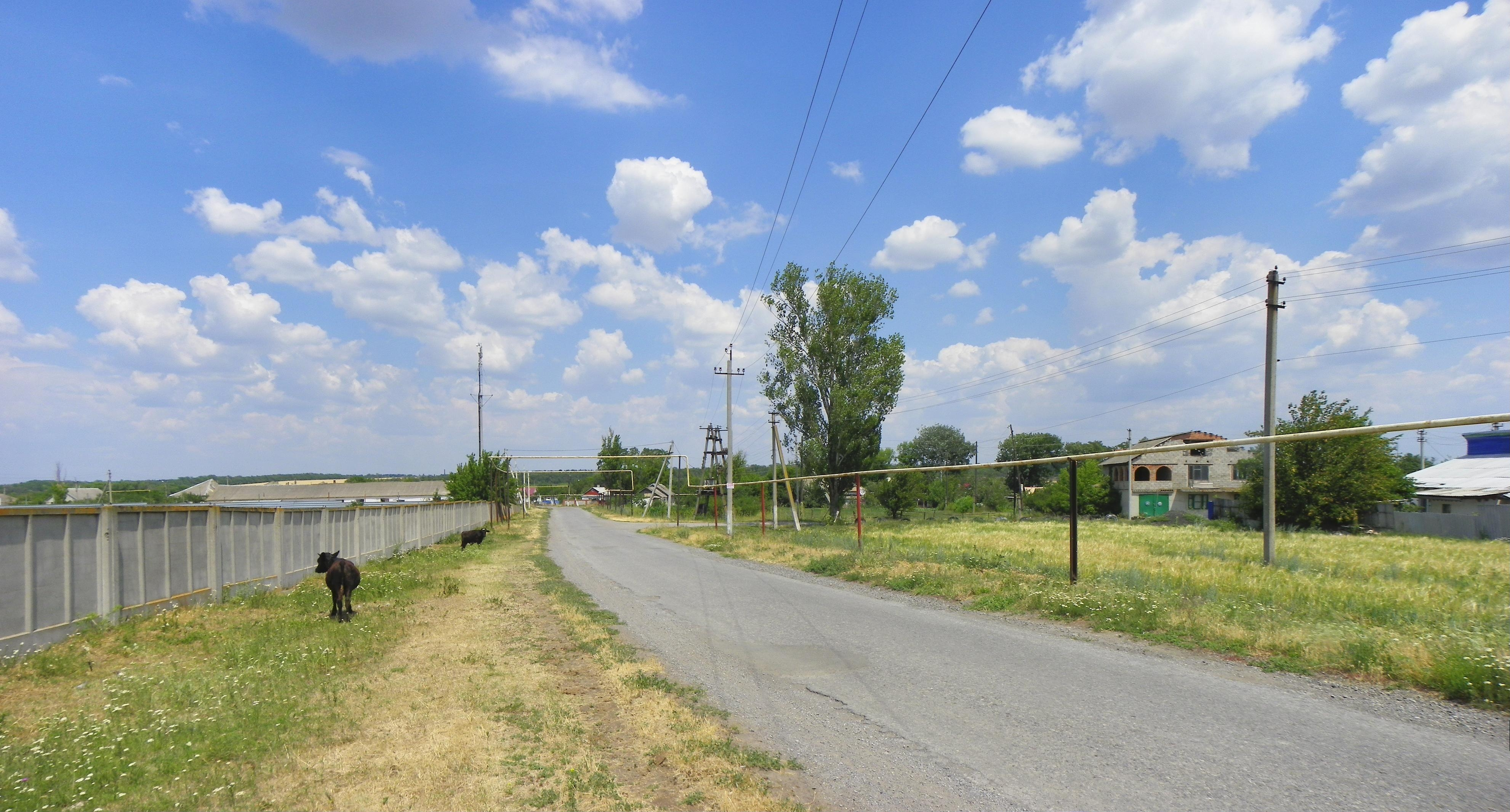
На одній з вулиць у західній частині села.
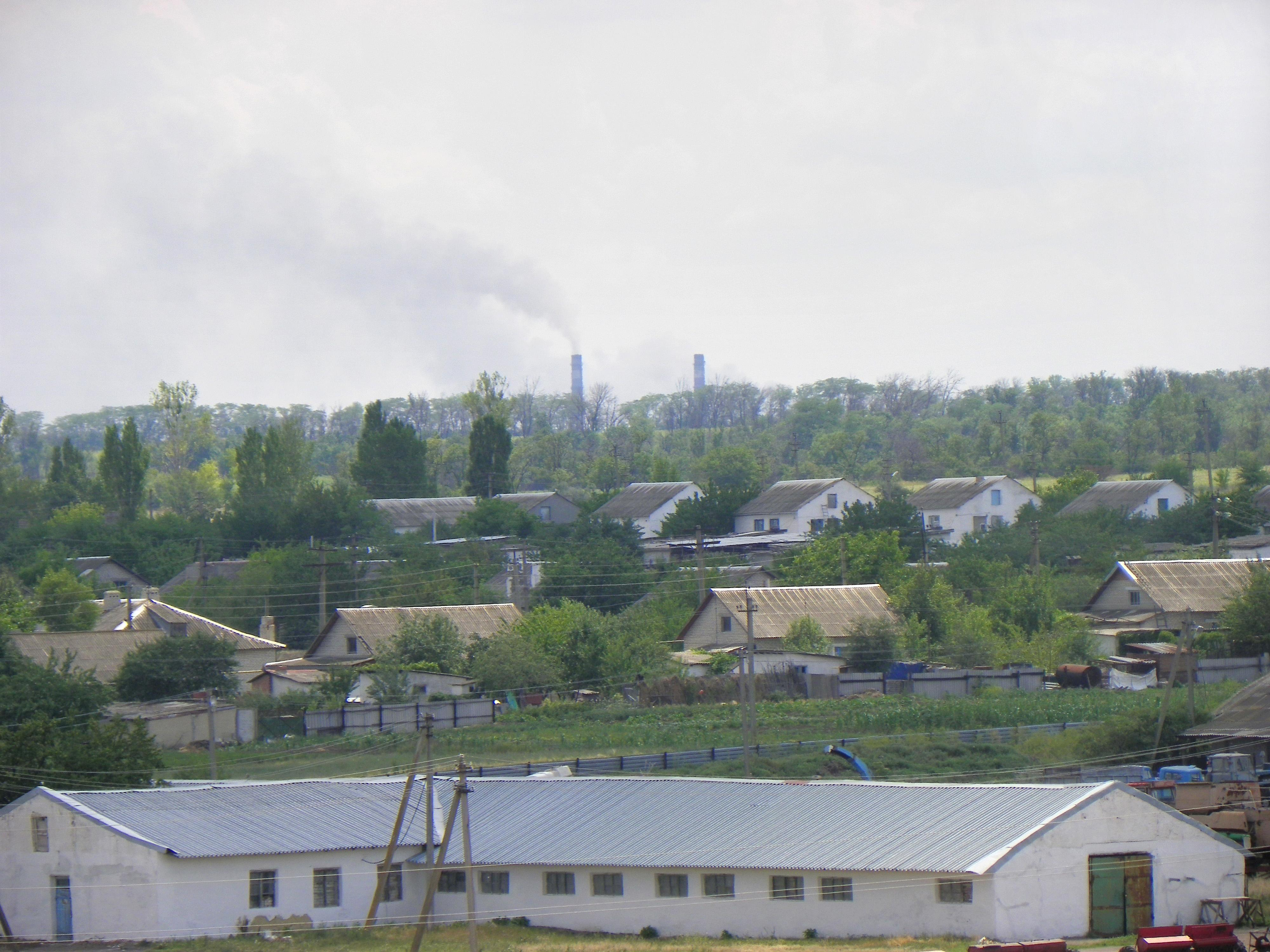
Вид на південно-західну частину села.
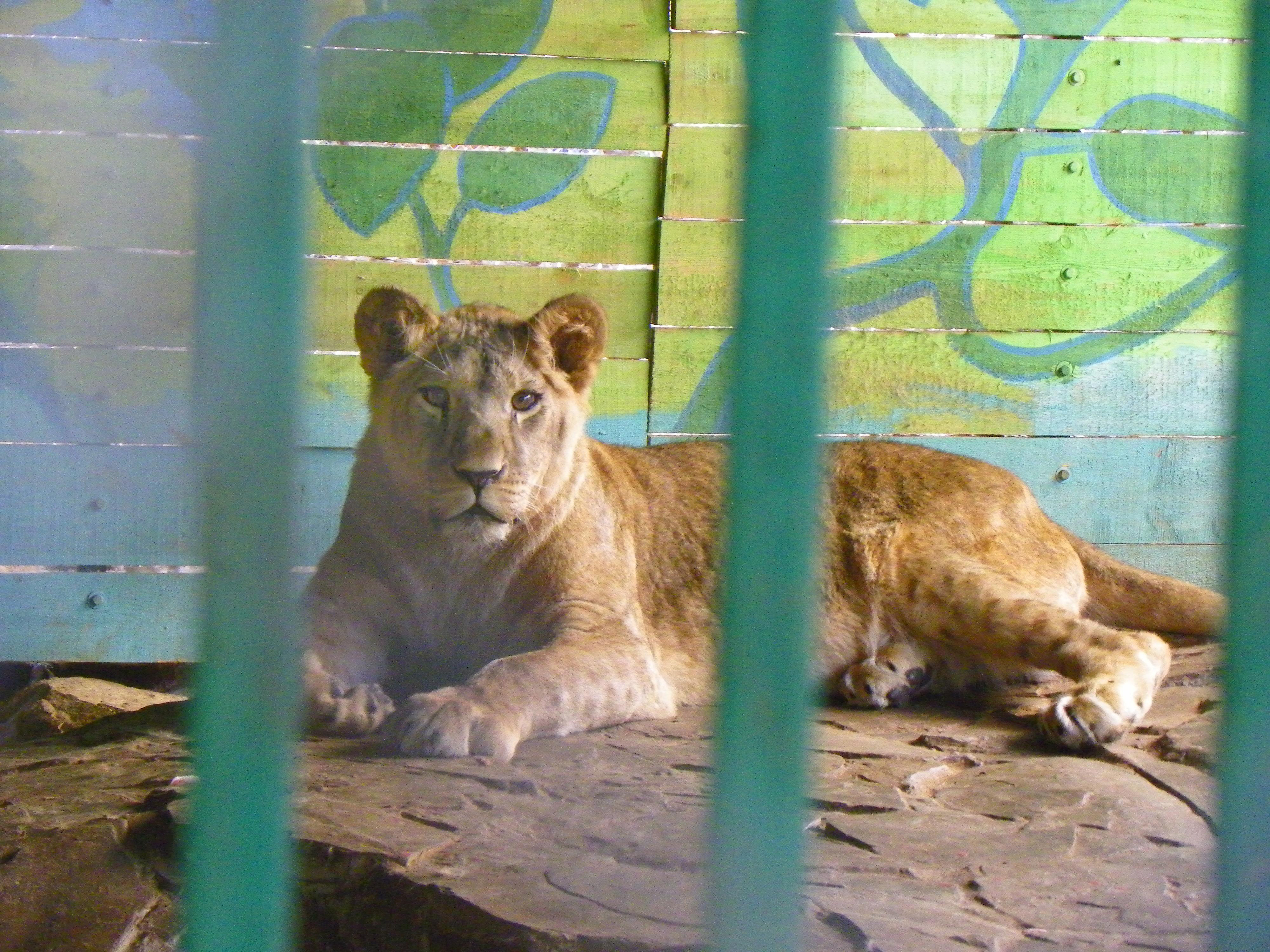
Лев у сільському зоопарку.